# اثر حقیقت واهی
اثر حقیقت واهی (همچنین شناخته شده به عنوان اثر اعتبار یا اثر حقیقت)، تمایل به باور و درست‎‌انگاری اطلاعات پس از تکرار اطلاعات است.  این پدیده اولین بار در سال ۱۹۷۷ طی مطالعاتی در دانشگاه ویلانوا و دانشگاه تمپل مورد بحث و مطالعه قرار گرفت. وقتی حقیقتی مورد ارزیابی قرار می‌گیرد، مردم بر این مسأله که آیا اطلاعات با دانسته های آنها در ارتباط است یا آشنا به نظر می‎رسد تکیه می‎کنند. شرایط اولیه مبنی بر مقایسه اطلاعات جدید و دانسته های قبلی در راستای اعتبارسنجی منطقی به نظر می‎رسد. تکرار اطلاعات و اظهارات منجر به باورپذیر شدن آنها در مقایسه با اطلاعاتی که تکرار نمی‎شوند در ذهن افراد می‎شود. اثر حقیقت واهی همچنین با خطای ادراک در ارتباط است.
محققان طی مطالعاتی در سال ۲۰۱۵ کشف کردند که آشنا شدن با موضوعات از طریق تکرار آن می‎تواند بر عقلانیت غلبه کند. و شنیدن مکرر اینکه حقیقتی اشتباه است می‎تواند باور شنونده را تحت تاثیر قرار دهد.
اثر حقیقت واهی در زمینه‎های مبارزات انتخاباتی، تبلیغات، رسانه‎های خبری و تبلیغات سیاسی نقش بسیار مهمی دارد.

## نمونه
اگر چه اثر حقیقت واهی از نظر علمی تنها در سال های اخیر مورد بررسی قرار گرفته‎، اما این پدیده هزاران سال است زندگی مردم را تحت تاثیر قرار داده ‎است. ناپلئون عقیده داشت مهمترین عنصر در اثرگذاری و بلاغت سخنرانی تنها یک چیز است و آن تکرار است. تنها تکرار یک ادعا می‎تواند آن را به عنوان یک واقعیت اثبات شده در ذهن افراد حک کند. افرادی همچون کوئنتیلی، مارکوس آنتونیوس، رونالد ریگان، شکسپیر و ژولیوس سزار از جمله کسانی بوده‎اند که از اثر حقیقت واهی برای پیشبرد اهداف خود بهره برده‎اند.
اثر حقیقت واهی نقش مهمی در زمینه فعالیت‎های مختلف ایفا می‎کند. در طول مبارزات انتخاباتی، اطلاعات نادرست در مورد یک نامزد در صورت تکرار در تبلیغات تلویزیونی باعث شود مردم آن اطلاعات غلط را به عنوان حقیقت باور کنند. همچنین تبلیغات و تکرار ادعاهای بی اساس در مورد یک محصول ممکن است منجر به افزایش فروش شود به این دلیل که برخی از بینندگان بر این باورند که این اطلاعات از منبع معتبری به آنها ارائه شده‎است. اثر حقیقت واهی جزء اصلی از اطلاعات رسانه و تبلیغات سیاسی است.

## مطالعه بیشتر
- Gigerenzer, Gerd (1984). "External Validity of Laboratory Experiments: The Frequency-Validity Relationship". The American Journal of Psychology. 97 (2): 185–195. doi:10.2307/1422594. JSTOR 1422594.
- Zacks, Rose T.; Hasher, Lynn (2002). "Frequency processing: A twenty-five year perspective" (PDF).  In Sedlmeier (ed.). Etc. Frequency Processing and Cognition. pp. 21–36. doi:10.1093/acprof:oso/9780198508632.003.0002. ISBN 9780198508632.
- "The Illusion of Truth - PsyBlog". PsyBlog (به انگلیسی). Retrieved 2016-04-22.